# Lost Soul Aside
Lost Soul Aside — будущая ролевая игра в жанре приключенческого экшена, разработанная Ultizero Games при поддержке Sony Interactive Entertainment. Релиз проекта запланирован на 29 августа 2025 года.

## Игровой процесс
Lost Soul Aside представляет собой ролевую игру от третьего лица в жанре action/RPG с элементами приключенческого экшена. Игрок управляет Кезером, которого сопровождает дракон-оборотень по имени Арена, способный трансформироваться в различные виды оружия (с уникальными стилями боя).

## Сюжет
Межпространственные существа Пустотники вторгаются на Землю в виде мощного метеоритного дождя, намереваясь уничтожить на планете всё живое. Они забирают душу Луизы (высасывая её из девушки), сестры главного героя Кейзера. Протагонист намеревается спасти её, отправляясь в опасное путешествие вместе со своим таинственным спутником по имени Арена — похожим на дракона существом, которое может превращаться в различное оружие.

## Разработка
Разработка Lost Soul Aside началась в конце 2014 года. Эстетика игры была во многом вдохновлена Final Fantasy XV, большим поклонником которой являлся руководитель проекта Янг Бин. По словам разработчика, ему особенно нравилось как в ней сочетаются реальность и фантазия, и он стремился воплотить этот баланс в Lost Soul Aside.
Костюм главного героя первоначально создавался по индивидуальному проекту Бинга в ателье. Уже после того, как была одежда пошита, Бинг воссоздал её в игре.
Элементы жанра hack and slash, присутствующие в игре, были вдохновлены такими проектами, как Bayonetta, Ninja Gaiden и Devil May Cry.

## Выпуск
Игра была впервые продемонстрирована на YouTube-канале Янга Бинга в июле 2016 года. После выхода видеоролика с Бингом связались представители компании PlayStation, выразив заинтересованность в совместном выпуске проекта и предложили обсудить возможность сотрудничества. В конце 2016 года издательство заключило с Бингом контракт.
В марте 2017 года было подтверждено, что игра будет выпущена в рамках проекта China Hero Project, программы, созданной Sony для поддержки разработчиков из Китая.
В ноябре 2022 года представители Sony объявили, что игра будет выпущена на консолях PlayStation 4 и PlayStation 5. Однако в трейлере, показанном на выставке ChinaJoy 2023, среди заявленных платформ фигурировали PlayStation 5 и Windows.
В феврале 2025 года была раскрыта дата выхода игры — 30 мая 2025 года. В дальнейшем выпуск игры был перенесён на 29 августа того же года.